# HMS Victoria (1887)
O HMS Victoria foi um navio ironclad operado pela Marinha Real Britânica e a primeira embarcação da Classe Victoria, seguido pelo HMS Sans Pareil. Sua construção começou em junho de 1885 nos estaleiros da Armstrong Mitchell em Newcastle upon Tyne e foi lançado ao mar em abril de 1897, sendo comissionado em março de 1890. Era armado com uma bateria principal composta por dois canhões de 413 milímetros montados em uma torre de artilharia dupla, tinha um deslocamento de mais de onze mil toneladas e alcançava uma velocidade máxima de dezesseis nós.